# Villeneuve-sur-Cher
Villeneuve-sur-Cher è un comune francese di 430 abitanti situato nel dipartimento del Cher, nella regione del Centro-Valle della Loira.

## Società

### Evoluzione demografica
Abitanti censiti